# Grande Prêmio de San Marino de 1988
Resultados do Grande Prêmio de San Marino de Fórmula 1 realizado em Imola em 1º de maio de 1988. Segunda etapa do campeonato, foi vencido pelo brasileiro Ayrton Senna, que subiu ao pódio junto a Alain Prost numa dobradinha da McLaren-Honda, com Nelson Piquet em terceiro pela Lotus-Honda.

## Resumo

### Treinos previsíveis
Evidenciando superioridade frente aos rivais, a McLaren capturou a primeira fila do grid para a oitava edição do Grande Prêmio de San Marino com Ayrton Senna à frente de Alain Prost e ambos com mais de três segundos de vantagem em relação a Nelson Piquet e sua Lotus num treino realizado em pista seca. Ao comentarem seus desempenhos, os comandados de Ron Dennis deram respostas diferentes: Senna afirmou que seria ainda mais rápido caso o tráfego não o tivesse atrapalhado em sua última tentativa; Prost, por sua vez, atribuiu seu insucesso na busca da pole position a uma fechada de René Arnoux. Outrora parceiro de equipe e depois rival de Prost na Renault, Arnoux foi incapaz de classificar sua Ligier para a corrida.

### A vez de Ayrton Senna
Líder da prova desde a largada, Ayrton Senna viu o carro de Alain Prost falhar na hora da partida e cair para sexto. Beneficiado pelo azar do francês, Nelson Piquet ascendeu ao segundo lugar onde permaneceu até a oitava volta quando Prost, em recuperação vigorosa, tomou-lhe a segunda posição e estabeleceu a dobradinha vigente até o fim da contenda. Sem ter como acompanhar os carros da McLaren, o tricampeão mundial manteve sua Lotus na pista enquanto os italianos Riccardo Patrese, da Williams, e Alessandro Nanini, da Benetton, duelavam pelo quarto posto com Patrese resistindo aos ataques de seu conterrâneo, no entanto o ploto da Benetton ultrapassou o rival na volta 24 e saiu à caça de Piquet, alcançando-o cinco giros mais tarde. Posicionado por fora na Tosa, não ultrapassou seu rival naquela curva, pois o brasileiro usou a potência de seu motor Honda turbo, manteve a trajetória e conservou a posição. Atrás deles um redivivo Nigel Mansell superou Thierry Boutsen em novo duelo entre Williams e Benetton quando o belga subiu na zebra após um erro ao frear na Rivazza. Desgastado pelo duelo com Piquet, o carro de Nanini roda e Mansell aproveitou a chance para reduzir a desvantagem em relação a Piquet e o superou na volta 40, porém o brasileiro retomou a posição poucos metros adiante.
Ayrton Senna manteve a ponta graças à sua boa largada e o revés de Alain Prost e mantinha a corrida sob seu controle sendo que a diferença entre eles oscilava graças aos retardatários e à obrigação de poupar combustível, fatores que permitiram ao francês assinalar a volta mais rápida da prova na 53ª passagem enquanto Senna diminuía seu ritmo à medida que o espetáculo se encerrava. Contudo, o brasileiro percebeu que a alavanca de seu câmbio estava frouxa e seu cockpit exalava um cheiro de queimado e temendo uma quebra chegou pouco mais de dois segundos adiante do rival com ambos parando seus carros poucos metros depois de cruzarem a linha de chegada! Em sua tricentésima corrida na Fórmula 1, a McLaren fez dobradinha vibrando com a primeira vitória de Senna pela escuderia, sendo o primeiro a triunfar em Ímola largando da pole position. Em segundo lugar cruzou Alain Prost com Nelson Piquet, da Lotus, em terceiro e a uma volta dos líderes enquanto Thierry Boutsen, Gerhard Berger e Alessandro Nanini completaram a zona de pontuação.
Eufórico com sua vitória, Ayrton Senna externou confiança quanto a possibilidade de lutar pelo título, embora Alain Prost conservasse a liderança da competição pelo placar de quinze pontos a nove. Para Nelson Piquet restou o alívio de colher um bom resultado depois de sofrer um forte acidente nesta mesma pista de Ímola ao bater na curva Tamburello com uma Williams em 1º de maio de 1987.

## Classificação

### Treinos classificatórios
| Pos.    | N.º | Piloto             | Construtor      | Q1       | Q2       | Grid    |
| ------- | --- | ------------------ | --------------- | -------- | -------- | ------- |
| 1       | 12  | Ayrton Senna       | McLaren-Honda   | 1:41.278 | 1:27.148 | —       |
| 2       | 11  | Alain Prost        | McLaren-Honda   | 1:41.597 | 1:27.919 | + 0.771 |
| 3       | 1   | Nelson Piquet      | Lotus-Honda     | 1:44.806 | 1:30.500 | + 3.352 |
| 4       | 19  | Alessandro Nannini | Benetton-Ford   | 1:45.090 | 1:30.590 | + 3.442 |
| 5       | 28  | Gerhard Berger     | Ferrari         | 1:43.394 | 1:30.683 | + 3.535 |
| 6       | 6   | Riccardo Patrese   | Williams-Judd   | 1:45.673 | 1:30.952 | + 3.804 |
| 7       | 18  | Eddie Cheever      | Arrows-Megatron | 1:48.399 | 1:31.300 | + 4.152 |
| 8       | 20  | Thierry Boutsen    | Benetton-Ford   | s/ tempo | 1:31.414 | + 3.993 |
| 9       | 16  | Ivan Capelli       | March-Judd      | 1:47.518 | 1:31.519 | + 4.371 |
| 10      | 27  | Michele Alboreto   | Ferrari         | 1:45.982 | 1:31.520 | + 4.372 |
| 11      | 5   | Nigel Mansell      | Williams-Judd   | 1:45.616 | 1:31.635 | + 4.487 |
| 12      | 2   | Satoru Nakajima    | Lotus-Honda     | 1:47.399 | 1:31.647 | + 4.499 |
| 13      | 14  | Philippe Streiff   | AGS-Ford        | 1:47.465 | 1:32.013 | + 4.865 |
| 14      | 17  | Derek Warwick      | Arrows-Megatron | 1:49.081 | 1:32.483 | + 5.335 |
| 15      | 30  | Philippe Alliot    | Lola-Ford       | 1:47.215 | 1:32.712 | + 5.564 |
| 16      | 22  | Andrea de Cesaris  | Rial-Ford       | s/ tempo | 1:33.037 | + 5.889 |
| 17      | 31  | Gabriele Tarquini  | Coloni-Ford     | 1:48.146 | 1:33.236 | + 6.088 |
| 18      | 24  | Luis Pérez-Sala    | Minardi-Ford    | 1:49.211 | 1:33.239 | + 6.091 |
| 19      | 29  | Yannick Dalmas     | Lola-Ford       | 1:46.062 | 1:33.374 | + 6.226 |
| 20      | 15  | Maurício Gugelmin  | March-Judd      | 1:49.306 | 1:33.448 | + 6.300 |
| 21      | 4   | Julian Bailey      | Tyrrell-Ford    | s/ tempo | 1:33.874 | + 6.726 |
| 22      | 23  | Adrian Campos      | Minardi-Ford    | 1:49.012 | 1:33.903 | + 6.755 |
| 23      | 3   | Jonathan Palmer    | Tyrrell-Ford    | 1:47.265 | 1:33.972 | + 6.824 |
| 24      | 36  | Alex Caffi         | Dallara-Ford    | 1:48.156 | 1:34.204 | + 7.056 |
| 25      | 9   | Piercarlo Ghinzani | Zakspeed        | 1:48.463 | 1:34.567 | + 7.419 |
| 26      | 33  | Stefano Modena     | EuroBrun-Ford   | 1:48.466 | 1:34.782 | + 7.634 |
| DNQ     | 32  | Oscar Larrauri     | EuroBrun-Ford   | 1:54.566 | 1:35.077 | + 7.929 |
| DNQ     | 26  | Stefan Johansson   | Ligier-Judd     | 1:43.633 | 1:35.654 | + 8.506 |
| DNQ     | 25  | René Arnoux        | Ligier-Judd     | 1:49.054 | 1:36.123 | + 8.975 |
| DNQ     | 10  | Bernd Schneider    | Zakspeed        | 1:51.498 | 1:36.218 | + 9.070 |
| EXC     | 21  | Nicola Larini      | Osella          | —        | —        | —       |
| Fontes: |     |                    |                 |          |          |         |

### Corrida
| Pos.    | N.º | Piloto             | Construtor      | Voltas | Tempo/Diferença  | Grid | Pontos |
| ------- | --- | ------------------ | --------------- | ------ | ---------------- | ---- | ------ |
| 1       | 12  | Ayrton Senna       | McLaren-Honda   | 60     | 1:32:41.264      | 1    | 9      |
| 2       | 11  | Alain Prost        | McLaren-Honda   | 60     | + 2.334          | 2    | 6      |
| 3       | 1   | Nelson Piquet      | Lotus-Honda     | 59     | + 1 volta        | 3    | 4      |
| 4       | 20  | Thierry Boutsen    | Benetton-Ford   | 59     | + 1 volta        | 8    | 3      |
| 5       | 28  | Gerhard Berger     | Ferrari         | 59     | + 1 volta        | 5    | 2      |
| 6       | 19  | Alessandro Nannini | Benetton-Ford   | 59     | + 1 volta        | 4    | 1      |
| 7       | 18  | Eddie Cheever      | Arrows-Megatron | 59     | + 1 volta        | 7    |        |
| 8       | 2   | Satoru Nakajima    | Lotus-Honda     | 59     | + 1 volta        | 12   |        |
| 9       | 17  | Derek Warwick      | Arrows-Megatron | 58     | + 2 voltas       | 14   |        |
| 10      | 14  | Philippe Streiff   | AGS-Ford        | 58     | + 2 voltas       | 13   |        |
| 11      | 24  | Luis Pérez-Sala    | Minardi-Ford    | 58     | + 2 voltas       | 18   |        |
| 12      | 29  | Yannick Dalmas     | Lola-Ford       | 58     | + 2 voltas       | 19   |        |
| 13      | 6   | Riccardo Patrese   | Williams-Judd   | 58     | + 2 voltas       | 6    |        |
| 14      | 3   | Jonathan Palmer    | Tyrrell-Ford    | 58     | + 2 voltas       | 23   |        |
| 15      | 15  | Maurício Gugelmin  | March-Judd      | 58     | + 2 voltas       | 20   |        |
| 16      | 23  | Adrián Campos      | Minardi-Ford    | 57     | + 3 voltas       | 22   |        |
| 17      | 30  | Philippe Alliot    | Lola-Ford       | 57     | + 3 voltas       | 15   |        |
| 18      | 27  | Michele Alboreto   | Ferrari         | 54     | Motor            | 10   |        |
| NC      | 33  | Stefano Modena     | EuroBrun-Ford   | 52     | Não classificado | 26   |        |
| Ret     | 4   | Julian Bailey      | Tyrrell-Ford    | 48     | Câmbio           | 21   |        |
| Ret     | 5   | Nigel Mansell      | Williams-Judd   | 42     | Motor            | 11   |        |
| Ret     | 31  | Gabriele Tarquini  | Coloni-Ford     | 40     | Acelerador       | 17   |        |
| Ret     | 36  | Alex Caffi         | Dallara-Ford    | 18     | Câmbio           | 24   |        |
| Ret     | 9   | Piercarlo Ghinzani | Zakspeed        | 16     | Câmbio           | 25   |        |
| Ret     | 16  | Ivan Capelli       | March-Judd      | 2      | Câmbio           | 9    |        |
| Ret     | 22  | Andrea de Cesaris  | Rial-Ford       | 1      | Suspensão        | 16   |        |
| EXC     | 21  | Nicola Larini      | Osella          |        | Desclassificado  |      |        |
| DNQ     | 32  | Oscar Larrauri     | EuroBrun-Ford   |        | Não qualificado  |      |        |
| DNQ     | 26  | Stefan Johansson   | Ligier-Judd     |        | Não qualificado  |      |        |
| DNQ     | 25  | René Arnoux        | Ligier-Judd     |        | Não qualificado  |      |        |
| DNQ     | 10  | Bernd Schneider    | Zakspeed        |        | Não qualificado  |      |        |
| Fontes: |     |                    |                 |        |                  |      |        |

## Tabela do campeonato após a corrida
| Pos.    | Piloto         | Pontos |
| ------- | -------------- | ------ |
| 1       | Alain Prost    | 15     |
| 2       | Ayrton Senna   | 9      |
| 3       | Gerhard Berger | 8      |
| 4       | Nelson Piquet  | 8      |
| 5       | Derek Warwick  | 3      |
| Fontes: |                |        |

| Pos.    | Construtor      | Pontos |
| ------- | --------------- | ------ |
| 1       | McLaren-Honda   | 24     |
| 2       | Ferrari         | 10     |
| 3       | Lotus-Honda     | 9      |
| 4       | Benetton-Ford   | 4      |
| 5       | Arrows-Megatron | 3      |
| Fontes: |                 |        |

- Nota: Somente as primeiras cinco posições estão listadas. Entre 1981 e 1990 cada piloto podia computar onze resultados válidos por temporada não havendo descartes no mundial de construtores.